# Costillares
Joaquín Rodríguez, detto Costillares (Siviglia, 23 marzo 1746 – Madrid, 27 gennaio 1800), è stato un torero spagnolo considerato uno dei padri della corrida moderna.

## Biografia
Costillares nacque a Siviglia, figlio del matador Luis Rodríguez che lavorava anche in un mattatoio. Come il padre anch'egli lavorò nel mattatoio, esperienza che gli permise di imparare l'anatomia del toro, cosa che gli fu utile nella professione di torero.
Iniziò la sua carriera da torero insieme a Pedro Palomo e ottenne il riconoscimento a Siviglia, dove fu tra i primi ad esibirsi nella plaza de toros Real Maestranza di recente costruzione.
Nel 1767 debuttò a Madrid dando inizio ad una famosa rivalità con Pedro Romero, il torero preferito dal popolo, mentre Costillares lo divenne della classe aristocratica.
È considerato l'inventore della veronica e del volapié e rivoluzionò anche il vestito da torero, rendendolo simile a quello che conosciamo oggi.